# Palazzo Franco Lercari

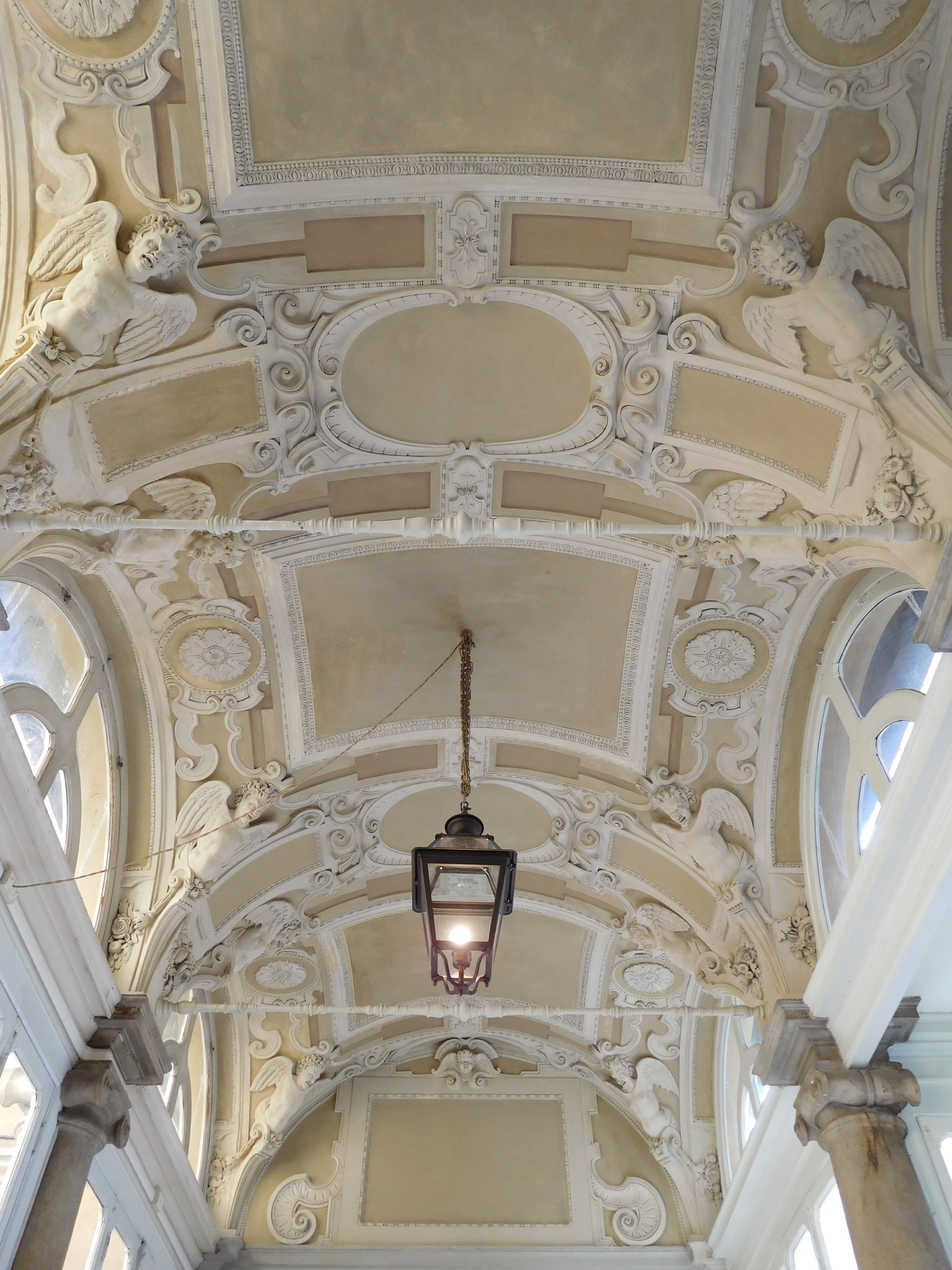
Deckenstuck in der Galerie über dem Haupteingang

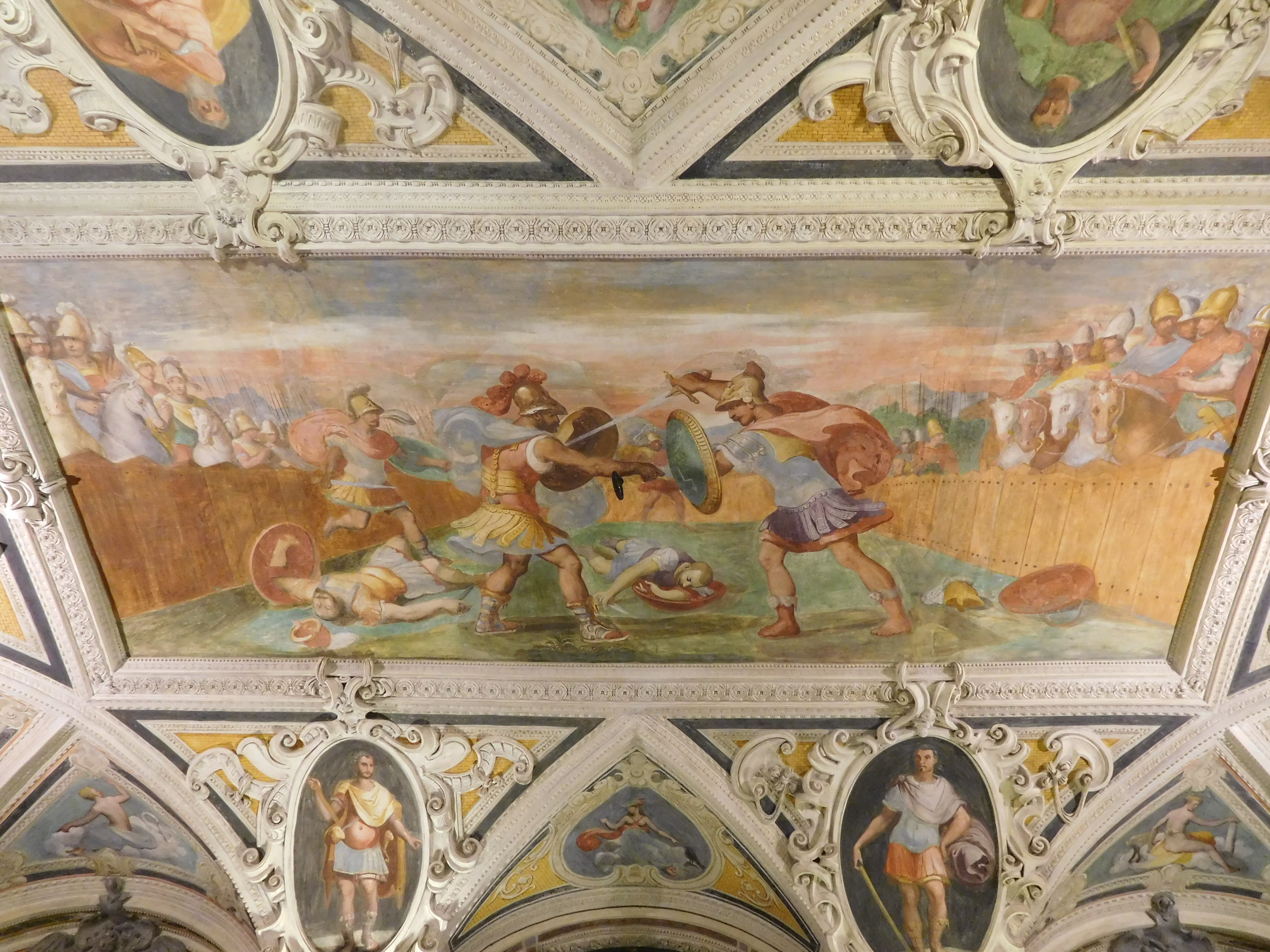
Schlägerei im Deckenbereich

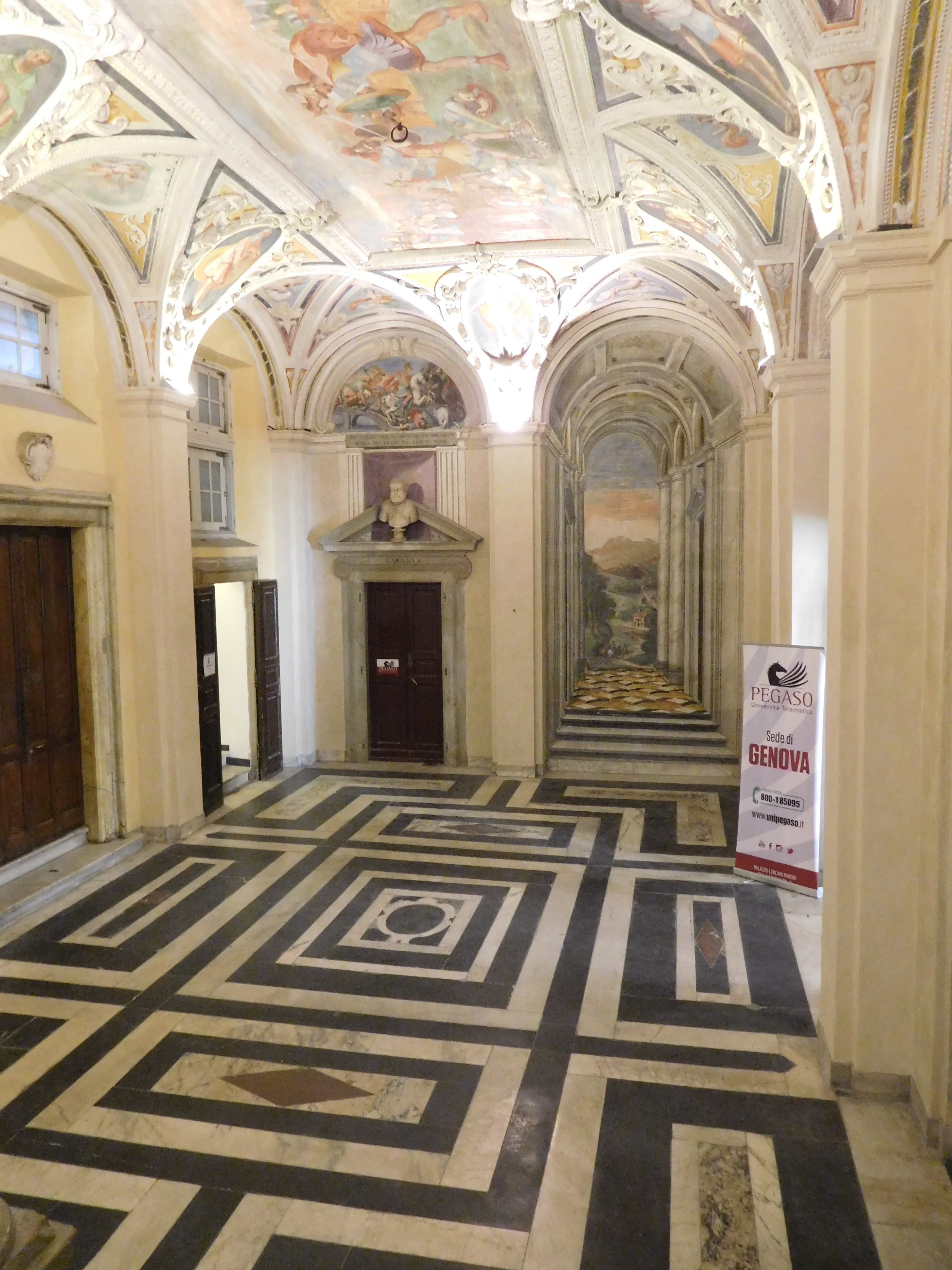

Der Palazzo Franco Lercari (auch: Palazzo Lercari-Parodi) ist ein Stadtpalast in Genua, der Teil des Welterbes der UNESCO „Genoa: Le Strade Nuove and the system of the Palazzi dei Rolli“ (deutsch: Genua: Le Strade Nuove und die Palazzi dei Rolli) ist. Das Gebäude liegt in der der Via Garibaldi 3.

## Geografische Lage
Der Palazzo Franco Lercari ist zwar der Via Garibaldi zugeordnet, an deren Nordseite er liegt, erstreckt sich aber über die ganze Grundstückstiefe, so dass er sich rückwärtig der Piazza del Portello zuwendet.

## Geschichte
Der Palazzo wurde 1571–1578 von Franco Lercari als Stadtpalast in der Strade Nuove (heute: Via Garibaldi) errichtet. Franco Lercari stellte hier seinen Reichtum zur Schau. Außerdem gehörte er der alten Aristokratie an und wollte in der Dekoration des Gebäudes auch auf die Geschichte seiner Familie hinweisen.
Als einer der Palazzi dei Rolli war der Palazzo Franco Lercari in den Rolli von 1576 bis 1664 eingetragen. Nach deren Klassifizierung, den „bussoli“, zählte er immer zur ersten Klasse (zu den Einzelheiten dieser Eintragungen vergleiche hier). Das Gebäude ist auch in dem Werk von Peter Paul Rubens über die Genueser Stadtpaläste dokumentiert.
Die Ehe von Franco Lercari und seiner Frau, Antonia, blieb kinderlos. 1586 vermachte Franco Lercari sein gesamtes Vermögen seinem Neffen, Francesco Maria Imperiali di Francavilla, mit der Auflage, den Familiennamen „Lercari“ anzunehmen. Die letzte Nachfahrin der Familie Imperiali-Lercari war Maria Luigia, die den Markgrafen Lodovico Coccapani heiratete und den Palast als Mitgift mitbrachte. Deren Nachkommen, Ercole und Lodovico Coccapani-Imperiali-Lecari, verkauften ihn 1845 an den Bankier Bartolomeo Parodi, dessen Nachkommen er heute noch gehört.
Der zugehörige große Garten lag nordwestlich des Gebäudes und wurde 1919–1928 beim Bau der Galleria Garibaldi, einem Straßentunnel, zerstört.
Heute dient das Gebäude Wohn- und Bürozwecken.

## Gebäude
Das Gebäude ist eine Dreiflügelanlage, deren mittiger Hauptflügel so weit von der Straße zurückgesetzt ist, dass hier ein „Ehrenhof“ entstand. Der Bauherr wich so von dem in Genua üblichen Schema der Raumfolge ab: Der Hof des Gebäudes ist straßenseitig ausgerichtet – einzigartig unter den Stadtpalästen in Genua. Franco Lercari hatte in diplomatischer Mission mehrmals Paris besucht und diese Idee von dort mitgebracht. Das Erdgeschoss zeigt straßenseitig Quadermauerwerk und darüber Wände mit Putzflächen. Das erste Geschoss weist heute verglaste Serliana-Fenster auf. In der Darstellung von Rubens erscheint hier eine offene Arkade. Dieser Umbau stammt vom Beginn des 19. Jahrhunderts.
Mit der Geschichte der Familie Lercari wird der Besucher schon beim Betreten des Gebäudes konfrontiert: Die feierliche Eingangspforte zum Innenhof flankieren zwei manieristische Atlanten mit abgeschnittenen Nasen von Taddeo Carlone. Sie verweisen auf die Geschichte des Condottiere Megollo Lercari, der sich mit dem Abschneiden der Ohren und Nasen seiner Gegner in den Genueser Kolonien durchgesetzt hatte. Das Piano nobile erstreckt sich über zwei Geschosse des Mitteltrakts. Im Vorraum des ersten Stocks stehen in Nischen die Büsten des Bauherren, seiner Frau, Antonia De Marini, Kaiser Karl V. und König Philipp II. von Spanien. In jedem Stockwerk sind klassische Büsten in den gebrochenen Tympana über den Türen angebracht. Es ist die einzige plastische Dekoration in den Innenräumen, die ansonsten mit Fresken ausgemalt wurden. Das erste Stockwerk gestaltete dabei überwiegend die Werkstatt der Brüder Lazzaro und Pantaleo Calvi. Luca Cambiaso stattete einen Saal im ersten Stock mit Szenen aus dem Mythos der Niobiden aus. Ein „Kampf der Giganten“ von Ottavio Semino mit großen, sich überschneidenden Figuren in einem engen Rahmen empfängt den Besucher im Vestibül des zweiten Stockwerks. Das Gewölbe des oberen Saals zeigt die Taten von Megollo Lercari, einem Vorfahren von Franco Lercari, beim Bau der Werft in Trapezunt, ein für den Handel in dieser Genueser Niederlassung am Schwarzen Meer zentrales Bauwerk. Das Fresko zeigt weitere Vorfahren der Familie Lercari und soll gleichzeitig an den Bau des Lercari-Palastes in der Strada Nuova erinnern. Es gibt so eine Vorstellung vom damaligen Aussehen der Straße. Die anderen Salons des zweiten Stocks zeigen Szenen aus dem Leben König Davids von Andrea Semino und weitere aus dem Leben des Josef von Lazzaro Calvi.

## Der Palazzo bei Rubens
|  |  |  |

|  |  |  |